# Medasina creataria
Medasina creataria är en fjärilsart som beskrevs av Achille Guenée 1858. Medasina creataria ingår i släktet Medasina och familjen mätare. Inga underarter finns listade i Catalogue of Life.